# Koloběh elit
Koloběh elit neboli cirkulace elit (z lat. cirkulus = kruh, kroužek a fr. élité = výkvět) je proces podle teorie elit Gaetana Moscy a Vilfreda Pareta, kdy si většina společnosti není schopna vládnout sama, a proto se v průběhu historie skrze revoluce střídají vládnoucí elity. Termín byl poprvé použit v roce 1903 Paretem jako označení střídání privilegovaných menšin neboli elit, které vznikají, soupeří o moc, chápou se moci a poté procházejí obdobím úpadku a jsou nahrazeny jinými elitami. Pareto považoval tento jev za jeden z nejdůležitějších procesů v celé historii lidstva, což dokládá i jeho tvrzení, že dějiny jsou hřbitovem aristokracií.

## Teorie elit
Teorie elit byla motivována polemikou s přívrženci socialismu a solidarismu. Termín „elita“ Pareto poprvé použil ve své práci Les systèmes socialistes (1965). Ve svém díle Traktát o obecné sociologii (1916) napsal, že si lidé nejsou intelektuálně, morálně či fyzicky rovní. Společnost je složena ze skupin, kde jsou někteří lidé schopnější než jiní a v každé z těchto skupin vyniká určitá elita. Pareto tedy hovoří o elitě v širším a užším smyslu. V širším pojetí vnímal elitu jako osoby, které vynikají v některé oblasti lidské činnosti. Větší zájem věnoval elitě v užším slova smyslu, kdy hovořil o vládnoucí elitě. Společnost dělil na vládnoucí a ovládané. Ve vládnoucí části společnosti převládá vědění, naproti tomu v ovládané části hrají větší roli sentimenty. Snaha toto rozdělení zrušit vede k utvoření elit nových, tedy nové hierarchie. Boj mezi novými a starými elitami probíhá už od nepaměti.

### Rezidua
S Paretovou teorií elit úzce souvisí jeho teorie reziduí. Rezidua (z lat. residuus = pozůstalý, zbylý) jsou obvykle vnímána jako konstantní jádra, jež nacházíme analýzou sociálního jednání lidí, avšak autor tento pojem nikdy přesně nevymezil. Pareto rezudia popisuje jako impulsy, hybné síly, instinkty nebo emoce, které najdeme v každém sociálním jednání, či jako predispozice nezávislé na lidské vůli, jež nutí člověka k určitému chování. Nacházel v reziduích stabilní vnitřní prvky nejen lidského jednání, ale celého sociálního systému. Pareto nalezené prvky utřídil do šesti základních tříd:
1. rezidua kombinací,
2. rezidua trvání (stálosti agregátů),
3. rezidua vnější manifestace pocitů,
4. rezidua skupinovosti,
5. rezidua integrity individua,
6. rezidua sexuality.

Paretova typologie obsahuje šest kategorií reziduí, avšak autor se nejvíce věnuje první a druhé třídě. Lidé, u nichž převažují rezidua první třídy (kombinační), jsou označování jako spekulanti. Jejich doménou je dovednost získat oprávnění k vykořisťování ostatních. Právě oni tvoří rozhodující část vládnoucí elity, jsou schopni riskovat, překonávat překážky a nebojí se nových, inovativních postupů. Nikdy nejsou pouze na jedné straně konfliktu, udržují si přátelství všech stran, neboť chtějí získat nejvyšší momentální profit. Stejně jako Machiavelliho „lišky“ se vyznačují vychytralostí, chybí jim však věrnost principům a tradicím. Často u nich převáží osobní zájmy nad zájmy celku. Pro udržení stability je třeba, aby byli korigováni reziduem druhé třídy.
Na druhé straně stojí lidé opatrní až bázliví, u nichž dominují rezidua druhé třídy (trvalosti agregátů). Neradi se pouští do dobrodružných podniků, chtějí mít za všech okolností svůj zaručený příjem a nechávají se ovládat. Tvoří masu společnosti, jsou loajální, uznávají solidaritu v rámci své skupiny, ale postrádají vnitřní dynamiku. Pareto je nazval „rentiéry“, analogicky chápat jako Machiavelliho „lvy“, kteří se nebojí použít sílu. Pokud by ve společnosti převážili, došlo by ke stagnaci a inovace by byly potlačeny.
V moderní době se podle Pareta ve společnosti zvýšil podíl spekulantů, což mělo vyvolat reakci rentiérů, tedy se měly posílit tradiční hodnoty, národní čest a patriotismus. Následně ovšem opět dochází k posílení pozice spekulantů. Tento proces se stále opakuje, rovnováha je střídavě narušena a obnovena.

### Rozdělení společnosti
Pareto odůvodňuje rozdělení společnosti na elitu a masy tím, že schopnosti, intelekt a různé typy reziduí (predispozice k určitému způsobu jednání a myšlení) nejsou ve společnosti zastoupeny rovnoměrně. V masách obvykle převládá reziduum druhé třídy, které se projevuje konzervativním přístupem. Vládnoucí elita zpočátku své existence vychází z kombinace reziduí první a druhé třídy, postupem času v ní ale slábnou schopnosti spojené s druhou třídou reziduí a elita přestává jednat na základě zájmů společnosti. Jakmile dojde k převládnutí prvé třídy reziduí, vládnoucí vrstva se soustředí pouze na svůj vlastní zisk a přestává sledovat dlouhodobé cíle. Pareto popsal, že elita se v této fázi uzavírá, zaobírá se svými problémy a pseudoproblémy a brání tak příchodu nových členů, přestože mnoho jejích zástupců není schopno vykonávat stanovené funkce. Napětí ve společnosti roste, elita nedokáže zakročit a dává tak prostor k revoluci. Pro udržení pořádku je podle Pareta nutné užití síly. Pád vládnoucích je tedy zapříčiněn jejich neochotou použít násilí k udržení vlastní pozice, humanitarismem a přílišnou měkkostí.

## Cirkulace elit
Charakter politického jednání elity závisí na zastoupení reziduí prvního a druhého typu. Příslušníci vládnoucí skupiny se v závislosti na míře kombinačních, nebo konzervativních instinktů mění na „lišky“ a „lvy“. Stabilita společnosti je závislá na rovnováze těchto dvou typů reziduí ve vládnoucí elitě. Jakmile získá převahu první typ, aristokracie se stává příliš uzavřená a nedokáže adekvátně reagovat na pnutí ve zbytku společnosti.
Elity reprodukují stále stejné způsoby jednání. Boj zájmových skupin je proto nevyhnutelný, jedná se o důsledek neměnné lidské povahy. Člověk jako neracionální bytost je řízen stále stejnými instinkty bez mravního zlepšování. Převážná většina lidského jednání vychází z reziduí, nikoliv z rozumu. Koloběh elit je věčným cyklem, který nezlepšuje postavení lidí mimo některé z elit, dochází pouze k nahrazení staré elity novou. Zásadní je v tomto procesu vliv moci, kterou mají jedni lidé nad druhými, tedy schopnost menšiny prosadit svou vůli. Použití síly zajišťuje vnitřní stabilitu a vnější nezávislost státu (resp. společnosti). Stará elita se zdráhá použít násilí na potlačení revolučních nálad, zatímco nová elita je stále ochotna se k této „lví“ síle uchýlit.
Revoluci vnímá Pareto jako souboj dvou aristokracií o moc. Masy zůstávají naspodu společnosti bez ohledu na to, která elita zvítězí. Uchazeči o moc se uchylují ke stále stejné strategii. Nepočetná skupina odpůrců chce pouze více svobody a prostoru, až se stane převládající silou ve společnosti a následně zaujme roli pronásledovatelů. Bez ohledu na typ státního zřízení v čele stojí vždy menšina, která má tendenci vykořisťovat zbytek společnosti. Pareto připouští pokrok ve vědě a technice, avšak neuznává jej v politice, kde dochází pouze k cyklickému vývoji.

### Kritika koloběhu elit
Teorie elit rozpracovaná Paretem vychází z Machiavelliho poznatku, že menšina ovládá většinu bez ohledu na proměny politické rétoriky či změny v charakteru společnosti. Těžiště celé Paretovy teorie stojí na předpokladu, že dějiny jsou cyklickým procesem vedoucí k návratu k původnímu stavu. Tento koncept je známý již z antiky a je stavěn do protikladu s osvícenskou vírou v pokrok. Ačkoliv se teorie elit může zdát logickou, získala si řadu odpůrců, zejména protože vyjadřuje deziluzi z demokratických ideálů. Sám autor vyjádřil myšlenku, že pravda, na kterou ve své práci poukazuje, může být škodlivá a otevře oči pouze několika jedincům. Zbytek společnosti, tedy masy, zůstanou věrni starým, dobře známým a pohodlným iluzím.
Podle Jana Kellera si Pareto ve své teorii pomáhá definicí v kruhu: slabost elity se projevuje neochotou sáhnout k násilí, zatímco silná elita se nebojí násilí použít, což nás vede k otázkám, jaký smysl by mělo, aby se u moci udržela slabá elita, a k čemu schopná elita potřebuje ještě násilí. Keller dále upozorňuje na to, že Pareto často mluvil o propadnutí slábnoucí elity náboženství humanitarismu, jakožto náboženství bez užitečných reziduí pro jednotlivce nebo společnost. Dále však tvrdil, že všechna náboženství jsou projevy mimologického jednání, které koresponduje s rezidui druhé třídy, a také že jednou z příčin slábnutí elit je úbytek reziduí druhé třídy. Logicky si tedy Pareto protiřečil.
Další nedostatek Paretovy teorie elit vidí Jan Keller v neobjasnění, za jakých podmínek vzniká nová elita a jak zabránit jejímu vzestupu. Masa je vnímána jako poddajný materiál, s nímž může vládnoucí elita zacházet výhradně podle svých potřeb. Na druhé straně ale dokáže tato masa vyprodukovat jednotlivce a dokonce i celé skupiny, kteří jsou schopnější než příslušníci aristokracie.
Koloběh elit je v podstatě mechanismus dělby moci a její kontroly vlastní liberálním politickým myslitelům. Neslouží však demokracii, nýbrž se jedná o dělbu moci, jež demokracii blokuje a zpochybňuje její hlavní principy.